# 덴류구
덴류구(일본어: 天竜区)는 일본 시즈오카현 하마마쓰시의 행정구이다. 2007년 4월 1일에 설치되었다. 하마마쓰시 북부의 호쿠엔 지구로 불리는 지구로 구역의 대부분을 삼림이 차지한다.

## 지리
2005년 7월 1일에 하마마쓰시에 편입된 구 덴류시, 구 하루노정, 구 사쿠마정, 구 다쓰야마촌, 구 미사쿠보정 등 호쿠엔 지구 5개 시정촌 전역이 덴류구가 되었다. 남부는 하마마쓰시 하마나구와 접하고 북부는 나가노현, 아이치현과 현 경계까지 뻗어 있으며 하마마쓰시의 행정구 중에서는 제일 넓고 일본의 정령지정도시의 행정구 중에서도 시즈오카시 아오이구에 이어 2위의 면적을 가진다. 또 덴류구는 대부분이 삼림 지대이며 하마마쓰시의 주요 산업 중 하나인 임업은 주로 이 덴류 지구가 주력이다.
그러나 일본의 많은 산촌 지대처럼 인구 감소는 막을 수 없는 현상으로 젊은층을 중심으로 하마마쓰시 중심부로 인구가 유출되고 있다. 따라서 인구가 적고 인구밀도도 현저하게 낮다.

## 역사
- 1889년 4월 1일 - 후타마타정이 성립하였다.
- 1901년 - 다쓰야마촌이 성립하였다.
- 1925년 5월 10일 - 슈치군 미사쿠보정이 성립하였다.
- 1940년 6월 1일 - 후타마타선(현 덴류하마나코선)이 개업하였다.
- 1956년 9월 30일 - 슈치군 하루노정이 성립하였다.
- 1956년 9월 30일 - 1정 3촌이 합병해 사쿠마정이 되었다.
- 1958년 4월 1일 - 덴류시가 성립하였다.
- 2005년 7월 1일 - 덴류시, 하루노정, 사쿠마정, 미사쿠보정, 다쓰야마촌이 하마마쓰시에 편입되었다.
- 2007년 4월 1일 - 하마마쓰시의 정령지정도시 지정과 함께 덴류구가 성립하였다.

## 교통

### 철도
- 도카이 여객철도 이다선
- 엔슈 철도 철도선
- 덴류하마나코 철도 덴류하마나코선

### 도로
- 국도 152호선
- 국도 362호선
- 국도 473호선
- 국도 474호선